# Avgust Berthold
Avgust Berthold, slovenski fotograf in impresionist, * 20. julij 1880, Puštal, † 1919, Ljubljana.

## Življenje in delo
A. Berthold je bil rojen v puštalskem gradu pri Škofji Loki. V dvorcu je živela rodbina Oblak - Wolkensperg, iz nje je izhajala njegova mati Ema. Ema Wolkensperg je bila sestra puštalskega barona in lastnika gradu Avgusta Wolkensprega in se je kot 19-letna poročila z mornariškim oficirjem, kasneje kapitanom fregate Jožefom Bertholdom, njegov rod izhaja iz Benetk. Kmalu po rojstvu je mati Ema umrla, tako je odraščal pri očetu, vendar zaradi njegove službe ne ves čas, moral je biti pri sorodnikih, stari mami v Puštalu. Pri sedmih letih mu je umrl oče zaradi bolezni in sorodniki v Puštalu so poskrbeli za njegovo izobrazbo in vzgojo.
S fotografijo se je seznanil pri Rihardu Jakopiču, ki je stanoval v Puštalu. Pri njem je Berthold tudi izvedel o možnostih šolanja in izpopolnjevanja v tujini, predvsem v Münchnu in na Dunaju, ki sta bila takrat največja bližnja centra za umetniški, duhovni in strokovni razvoj, kamor so slovenski umetniki najpogosteje zahajali. Tudi Berthold se je po končani gimnaziji v Ljubljani udeležil mnogih predavanj in razstav v Münchnu, kjer je obiskoval Ažbetov slikarski tečaj, in na Dunaju, kjer si je pridobil tehnično izobrazbo, se seznanjal z najnovejšimi fotografskimi tehnikami in jih tudi sam izpopolnjeval.
Nekega dne sta s sorodnikom Aleksandrom Bertholdom, admiralom v Puli, v Trstu kupila na srečelovu srečko in zadela bogat glavni dobitek. To srečno naključje mu je omogočilo, da si je lahko že zgodaj kupil hišo v Ljubljani in v njej uredil in opremil atelje po takratnih merilih.

### Fotografski atelje
Spomladi 1905 je dobil obrtno dovoljenje. V Slovenskem narodu je objavil naslednji oglas v katerem piše da "naznanja otvoritev najmodernejše opremljenega fotografskega zavoda prve vrste v Ljubljani, v Sodnijskih ulicah, št. 11. Podpisani se priporoča visoki gospodi in p.n. občinstvu v Ljubljani in okolici v prevzetje fotografskih del kakor portretov, pokrajin, notranjih prostorov, športnih in skupinskih slik, reprodukcij vseh vrst, povečanj, platinskih, gumastih in ogljastih posnetkov in zagotavlja umetniško izvršitev solidne cene in najhitrejšo dovršitev. Fotografiranje zunaj ateljeja zaračunam najceneje. Atelje je odprt tudi ob nedeljah in praznikih. Mnogoštevilnega obiska prosim z odljičnim spoštovanjem Avgust Berthold, fotograf."
Svoja dela je pošiljal na nekatere zelo odmevne razstave, na katerih je prejel veliko priznanj. Najodmevnejša je bronzirana medalja, ki jo je prejel na mednarodni Razstavi umetnosti in obrti v čast 75-letnice narodne neodvisnosti Belgije, zelo pomembno je bilo tudi priznanje z razstave v Kristijaniji, današnjem Oslu, na Norveškem. Podatke o obeh priznanjih je odtisnil na zadnji strani vsake fotografije, ki jih je tudi s prednje strani okrasil z gravirano ornamentiko in podpisom.
Omislil si je tudi svoj rentgen, ki mu je v vojnih letih pomagal preživeti sebe in družino. Vrsta pred rentgensko ordinacijo je bila zelo dolga ranjencev s Soške fronte. A rokovanje z rentgenom je bilo zelo nevarno, zato je z njim delal samo Berthold. Po letu 1919, tega leta je žal hudo zbolel in zelo hitro in dokaj mlad v 39. letu starosti umrl, so rentgenski aparat oddali dr. Pogačniku, po 2. svetovni vojni polikliniki, nazadnje pa so ga uporabljali na veterinarski kliniki, sedaj je shranjen kot muzejski eksponat v tehniškem muzeju v Bistri.

### Umetniško ustvarjanje
Poleg fotografiranja oseb, med katerimi so bili tudi takratni pomebneži (npr.: Ivan Cankar, Alojz Gradnik, Rihard Jakopič, Fran Levec, Pavel Golia idr.), se je ukvarjal z umetniško fotografijo in je bil prvi slovenski umetniški fotograf. Danes ga štejemo med impresioniste. Njegov vzdevek je peti impresionist.
Njegovo fotografsko zapuščino lahko razdelimo na:
- krajinske fotografije (intimna krajina - intimni pejsaž, morska veduta, gorska krajina, tihožitje),
- žanrske (kmečki žanr, otroški žanr - igre),
- arhitekturne fotografije,
- portretne fotografije (družinski portret, značajski - ustvarjalni portret, javni, uporabno-namenski - za dokumentacijo),
- dokumentarne fotografije.

Njegove najboljše fotografije so krajinske in žanrske, zanje je na razstavah tudi največkrat prejemal priznanja, najlepše pa so tudi predstavljale njegovo piktorialistično - slikarsko usmeritev v fotografiji, ki je bila tedaj najbolj moderna. 
Motive za krajinsko fotografijo je iskal v drevesih, gozdovih, gozdnih jasah, močvirjih, potokih, stezah, naravi v različnih letnih in dnevnih časih, najraje ob jutranjem ali večernem mraku, ko se vzdušje svetlobe najlepše menjava, izogibal pa se je opoldanskega časa, ko sije sonce navpično. Najlepši motiv so se mu zdele breze, med 1905 in 1907 je nastala cela kolekcija fotografij pokrajin z brezami, ki so nastale v gumijevem postopku - to je bil najbolj priljubljen postopek, saj mu je omogočal največ eksperimentiranja, zanje pa je v Oslu 1908 prejel tudi priznanje.
Berthold je rad fotografiral kmečke ljudi pri njihovem delu. Kmet pri delu, sklonjen, napet, upognjen v čisto specifičnih, za določeno kmečko opravilo značilnih gestah, je predstavljal tip človeka, povezanega s preteklostjo, s časom, ko je bil človek še globlje povezan z naravo, ko je bil v celoti odvisen od nje. Berthold je imel v okolici Škofje Loke na sprehodih po okoliških hribih in vaseh, po Sorškem polju, in ob različnem času (zjutraj, pozno popoldne), nešteto priložnosti za fotografiranje kmetov in njihovih opravil. Znani so motivi oranja, košnje, žetve, počitka po delu, najbolj znana in najzanimivejša pa je fotografija Sejalec (fotografija desno), ki je nastala leta 1906 na njivah okoli Škofje Loke med Pungertom in Gostečami. Fotografija verjetno ni nastala po naključju med sprehodom, bolj verjetno je, da gre za natančno razporeditev kompozicije. Figura, pozicija in gib kmeta (ki naj bi bil v resnici domačin kolar) so natančno organizirani, premišljeni in izdelani, celotna kompozicija je svetlobno in gibno uravnotežena. Ob upoštevanju osvetljenosti lokacije je najbolj verjetno, da je fotografija posneta popoldne. Leto kasneje je pod vplivom te fotografije nastal tudi Groharjev Sejalec (1907), ki se od Bertholdovega razlikuje pravzaprav samo po kozolcu, ki namesto prepoznavnega hriba stoji nekoliko zabrisan v ozadju. Verjetno je Grohar slikal po Bertholdovi fotografski predlogi, kar je bilo tedaj kar običajno. Nazadnje se je v našem času njun motiv znašel na kovancu za pet centov, ki ga je oblikoval Miljenko Licul.
Pomemben del Bertholdovega opusa predstavljajo tudi portreti. Ker se je verjetno zavedal, da je veliko uspešnejši v krajinski fotografiji, so mu potrtetne, predvsem družinske portretne fotografije pomenile sprostitev in zabavo. Rad je slikal ženo Heleno, hčerko Emo in samega sebe. Predvsem tričetrtinski portret in profil žene sta ustvarila čustven in nežen odnos. V teh fotografijah je izpovedal značaj žene in njeno počutje. Pogledi so usmerjeni vase, čustveni, polni ljubezni in veselja do mladosti. Dragoceni so portreti njegovih znamenitih sodobnikov – Tavčarja, Cankarja, Župančiča, Groharja, Aškerca.